# Club Sportif Sfaxien 2012-2013
Questa voce raccoglie le informazioni riguardanti il Club Sportif Sfaxien nelle competizioni ufficiali della stagione 2012-2013.

## Rosa
| N. |                           | Ruolo | Calciatore            |
| -- | ------------------------- | ----- | --------------------- |
| 2  | Tunisia (bandiera)        | D     | Fatah Gharbi          |
| 3  | Tunisia (bandiera)        | D     | Hamdi Rouid           |
| 4  | Tunisia (bandiera)        | C     | Chaker Barguaoui      |
| 5  | Tunisia (bandiera)        | D     | Abdelkader Khechach   |
| 6  | Tunisia (bandiera)        | D     | Thameur Salhi         |
| 7  | Tunisia (bandiera)        | C     | Rebai Wassim Kamoun   |
| 8  | Ghana (bandiera)          | C     | Maman Youssoufou      |
| 10 | Tunisia (bandiera)        | D     | Ali Maâloul           |
| 11 | Tunisia (bandiera)        | A     | Taha Yassine Khenissi |
| 12 | Tunisia (bandiera)        | C     | Mohamed Ali Moncer    |
| 14 | Tunisia (bandiera)        | C     | Ghazi Challouf        |
| 15 | Costa d'Avorio (bandiera) | A     | Didier Lebri          |
| 16 | Tunisia (bandiera)        | P     | Hamdi Kasraoui        |
| 17 | Costa d'Avorio (bandiera) | A     | Idrissa Kouyate       |
| 18 | Tunisia (bandiera)        | C     | Abdelkader Hamrouni   |

| N. |                    | Ruolo | Calciatore              |
| -- | ------------------ | ----- | ----------------------- |
| 19 | Tunisia (bandiera) | C     | Moez Aloulou            |
| 20 | Tunisia (bandiera) | C     | Toafik Salhi            |
| 21 | Libia (bandiera)   | C     | Zakaria Ellafi          |
| 22 | Gabon (bandiera)   | C     | Didier Ibrahim N'Dong   |
| 23 | Tunisia (bandiera) | D     | Hamza Jabnoun           |
| 25 | Tunisia (bandiera) | D     | Mahmoud Ben Salah       |
| 26 | Tunisia (bandiera) | D     | Bassem Boulaabi         |
| 27 | Tunisia (bandiera) | A     | Imed Louati             |
| 29 | Tunisia (bandiera) | A     | Fakhreddine Ben Youssef |
| 30 | Tunisia (bandiera) | D     | Amine Abbes             |
| 32 | Niger (bandiera)   | D     | Mohamed Soumaïla        |
| 34 | Tunisia (bandiera) | P     | Rami Jridi              |
| 35 | Tunisia (bandiera) | P     | Medhedi Gaaloul         |
| 37 | Tunisia (bandiera) | C     | Oussema Amdouni         |
|    | Tunisia (bandiera) | C     | Zine el-Abidine Souissi |